# ハント型掃海艇
ハント型掃海艇（英語: Hunt class minehunter)は、イギリス海軍が運用する掃海艇・機雷掃討艇の艦級。また退役艇がギリシャ海軍・リトアニア海軍において再就役している。

## 来歴
第2次大戦まで、機雷とはすなわち触発式の係維機雷であり、これに対する掃海艇は、艦隊の前路掃海を主任務として比較的高速・重装備の鋼製の艇が主流であった。しかし大戦後期に磁気・音響による感応機雷が出現し、続く朝鮮戦争での対機雷戦の経験は、沈底式感応機雷の脅威を関係各国に認識させることとなった。これに対応して、まず触雷を避けるため、1950年代以降、掃海艇の建材は非磁性化が求められるようになった。また特に感応機雷発火装置の高知能化・目標追尾機雷の出現は、従来の曳航式後方掃海における触雷のリスク・掃海の不確実さを増大させることになり、爆発物処理の手法により機雷を一個一個確実に無力化していくという、機雷掃討に注目が集まった。
これらの要請に応じて、イギリス海軍は1953年よりトン型掃海艇の運用を開始した。これはアル骨木皮（アルミニウム合金製の骨材と木製の外板）構造とすることで非磁性化するとともに、二周波数に対応した新型のASDIC 193型機雷探知機を搭載することで、初めて実用的な機雷掃討能力を備えたものであり、本級で開発された手法はドイツ海軍や海上自衛隊（たかみ型掃海艇）などにも輸出された。
しかし同級においては、機雷掃討は水中処分員に依存しておりリスクが高かったほか、アル骨木皮では非磁性化も不徹底であることが指摘されていた。このことから、その代替を検討する時期においては、新しい非磁性素材と機雷掃討手段の刷新が求められた。まず新しい非磁性素材として繊維強化プラスチック（FRP）が注目されるようになり、1972年には、世界初のFRP掃海艇としてトン型の設計を元にした掃討艇として「ウィルトン」を進水させた。そして同艇の実績を踏まえて、装備面でも刷新した掃海・掃討両用艇として開発されたのが本級である。

## 設計
上記の通り、本級の設計の大きな特徴が、建材としてガラス繊維強化プラスチック（GFRP）を採用していることにある。これは、トン型で採用されていたアル骨木皮構造よりも非磁性化において優れるとともに、英連邦諸国を含む熱帯海域での木造艇維持の困難さをも克服するための措置であった。ただし、外板をガラス・ロービングクロスのみで積層していることから、薄く軽量で耐燃焼性には優れる一方、耐衝撃性には問題があるとされている。また、FRP成形と艇の建造を並行して行うのではなく、肋骨と外板を別々に成形したのちにボルト留めで固定しているために、工数や重量の増加が生じている。これは基本的には木造艇の手法をそのままFRPに適用したものであり、過渡的な手法といえる。
主機としては、トン型と同系列のネイピア・デルティック9-59 2ストローク9気筒高速ディーゼルエンジンを装備する。また電気系統としては、主発電機としてFoden FD 12 Mk.7（200kW）×3基、掃海発電機としてデルティック9-55B（525kW）を搭載する。FRP艇は単板外板の構造上、音が響きやすいことから、これらの機関・発電機は外板から浮かせたラフト上に設置されている。

## 装備

### C4ISR
掃海艇情報処理装置としてはCAAIS DBA-4が搭載されたが、のちにNAUTIS-3に更新された。
機雷探知機としては、「ウィルトン」と同じくASDIC 193M型が搭載された。これはトン型で採用された革新的な193型の改良型であり、機雷探知用に100キロヘルツ、類別用に300キロヘルツを使用するなどの主要諸元はおおむね同一であるが、回路のソリッドステート化によって信頼性を向上させるとともに軽量化し、またコンピュータ化による信号処理やビーム形成能力の向上によって、最大探知距離を600ヤード (550 m)に延伸した。また対水上レーダーとしては、Xバンドの1006型が搭載されている。

### 機雷掃討・掃海具
機雷処分具として、フランス製のPAP-104 Mk.3が採用された。フランス海軍が1972年より運用を開始したシルセ級機雷掃討艇において装備化されたものの輸出型であり、イギリス海軍においてはRCMDS（remote-controlled mine-disposal system） Mk.1として制式化されている。後には中深度対応のPAP-104 Mk.5（RCMDS Mk.2）に更新されたが、2006年以降、ワンショット型の自走式機雷処分用弾薬（EMD）であるシーフォックスに換装されている。
また掃海具としては、オロペサ型のMk.8係維掃海具、Mk.11磁気掃海具、TA.6音響掃海具が搭載されている。

## 配備
本級は比較的大型の掃海・掃討両用艇であり、またFRP艇としては過渡期の設計を採用していたこともあって、建造費は3,000万ポンド（約100億円）に高騰してしまった。このため、当初は24隻の建造が予定されていたものの、最終的な建造数は13隻にとどまった。これを受けて、本級を補完するため、深深度海域での係維掃海能力に特化した鋼製艇と、掃海能力を省いたFRP製の掃討専用艇（Single Role Minehunter; SRMH）の組み合わせが計画され、前者はリバー級掃海艇として1984年から、後者はサンダウン級機雷掃討艇として1989年から、それぞれ配備された。
| イギリス海軍 | イギリス海軍                          | イギリス海軍  | イギリス海軍   | イギリス海軍           | 退役/再就役後          | 退役/再就役後          | 退役/再就役後          | 退役/再就役後          |
| #            | 艦名                                  | 進水          | 就役           | 退役                   | 再就役先               | #                      | 艦名                   | 再就役                 |
| ------------ | ------------------------------------- | ------------- | -------------- | ---------------------- | ---------------------- | ---------------------- | ---------------------- | ---------------------- |
| M29          | ブレコン HMS Brecon                   | 1978年        | 1979年12月18日 | 2005年7月19日          |                        |                        |                        |                        |
| M30          | レドバリー HMS Ledbury                | 1979年12月    | 1981年6月11日  | イギリス海軍にて就役中 | イギリス海軍にて就役中 | イギリス海軍にて就役中 | イギリス海軍にて就役中 | イギリス海軍にて就役中 |
| M31          | キャティストック HMS Cattistock       | 1981年1月22日 | 1982年3月5日   | イギリス海軍にて就役中 | イギリス海軍にて就役中 | イギリス海軍にて就役中 | イギリス海軍にて就役中 | イギリス海軍にて就役中 |
| M32          | コッテスモア HMS Cottesmore           | 1982年2月9日  | 1983年6月24日  | 2005年                 | リトアニア海軍         | M53                    | スカルヴィス Skalvis   | 2011年                 |
| M33          | ブロックレスビー HMS Brocklesby       | 1982年1月12日 | 1983年2月3日   | イギリス海軍にて就役中 | イギリス海軍にて就役中 | イギリス海軍にて就役中 | イギリス海軍にて就役中 | イギリス海軍にて就役中 |
| M34          | ミドルトン HMS Middleton              | 1983年4月27日 | 1984年7月4日   | イギリス海軍にて就役中 | イギリス海軍にて就役中 | イギリス海軍にて就役中 | イギリス海軍にて就役中 | イギリス海軍にて就役中 |
| M35          | ダルヴァートン HMS Dulverton          | 1982年        | 1983年         | 2004年                 | リトアニア海軍         | M54                    | ケオルシス Kuršis      | 2011年                 |
| M36          | ビスター HMS Bicester                 | 1985年6月4日  | 1988年         | 2000年                 | ギリシャ海軍           | M62                    | エウローペー Ευρώπη    | 2001年                 |
| M37          | チディングフォールド HMS Chiddingfold | 1983年10月    | 1984年10月     | イギリス海軍にて就役中 | イギリス海軍にて就役中 | イギリス海軍にて就役中 | イギリス海軍にて就役中 | イギリス海軍にて就役中 |
| M38          | アサーストン HMS Atherstone           | 1986年3月1日  | 1987年1月17日  | イギリス海軍にて就役中 | イギリス海軍にて就役中 | イギリス海軍にて就役中 | イギリス海軍にて就役中 | イギリス海軍にて就役中 |
| M39          | ハーワース HMS Hurworth               | 1984年9月25日 | 1985年7月2日   | イギリス海軍にて就役中 | イギリス海軍にて就役中 | イギリス海軍にて就役中 | イギリス海軍にて就役中 | イギリス海軍にて就役中 |
| M40          | バークリー HMS Berkeley               | 1986年        | 1986年         | 2000年                 | ギリシャ海軍           | M63                    | カリストー Καλλιστώ    | 2001年                 |
| M41          | クォーン HMS Quorn                    | 1988年1月23日 | 1989年         | イギリス海軍にて就役中 | イギリス海軍にて就役中 | イギリス海軍にて就役中 | イギリス海軍にて就役中 | イギリス海軍にて就役中 |

2番艇「レドバリー」は、1983年9月に北海で演習中に機関室火災を起こし、かなりの損害を受けている。